# 마테르데이역
마테르데이 (Materdei) 역은 이탈리아 나폴리 지하철 1호선의 역이다. 나폴리 시내의 시피오네 암미라토 광장에 위치해 있다.
영국의 일간지 <데일리 텔레그라프>가 선정한 유럽에서 가장 아름다운 지하철역 16위에 오르기도 했다.

## 상세
건축가 알레산드로 멘디니의 설계에 따라 지어졌으며 2003년 7월 5일 유럽 연합 회원국 교통장관 15인이 참석한 가운데 공식적으로 문을 열었다. 완공은 2년 전에 이미 했었지만 굴착과정에서 쓰인 자재들과 기기들을 두는 곳으로 사용되었기 때문에 단테 역까지의 전 구간이 완공된 후에야 비로소 영업에 들어갔다.
마테르데이 역은 나폴리 지하철의 아트 스테이션 프로젝트 중 하나이기 때문에 여러 예술작품들이 설치되어 있다. 산드로 키아의 모자이크, 루이지 온타니의 조각벽화, 솔 레위트의 작품, 그리고 그외 작가들의 실크스크린 작품 등이 있다. 역내의 유리 원형천장은 키아의 모자이크가 설치되어 있으며 멘디니가 모두 디자인하였다. 이와 더불어 멘디니는 역 주변 구역의 재개발도 담당하였으며 암미라토 광장과 레오네 마르시카노 로 일부구간의 보행자 전용화도 함께 이뤄졌다.
마테르데이 역은 여느 역과는 달리 대로변에 위치해있지는 않다. 다만 아르넬라와 사니타 구역에서 머지않은 마테르데이 구역내에 위치해 있다.

## 시설
이 역에는 다음과 같은 시설이 있다.
- 매표기

## 환승
마테르데이 역은 상술했듯이 대로변이 아닌 골목가에 위치해 있기 때문에 1호선 역 중에서는 유일하게 환승할만한 교통수단이 전무한 편이다. 2016년까지는 ANM에서 운영하는 C53번 셔틀버스 노선이 역 광장과 무세오 나치오날레 광장, 폰타넬레 묘지를 이었으나, 이용객 감소로 평일 아침에만 운영하였다가 끝내 운행을 중단하였다.